# Zimmerman Island
Zimmerman Island ist eine größtenteils eisfreie Insel im Archipel der Windmill-Inseln vor der Budd-Küste des ostantarktischen Wilkeslands. Sie liegt 600 m südöstlich der Insel Werlein Island.
Die Insel wurde anhand von Luftaufnahmen der US-amerikanischen Operation Highjump (1946–1947) und Operation Windmill (1947–1948) kartiert. Das Advisory Committee on Antarctic Names benannte sie 1963 nach dem US-amerikanischen Meteorologen John R. Zimmerman, einem Mitglied der Mannschaft auf der Wilkes-Station im Jahr 1958.